# Akgul Amanmuradova
Akgul Amanmuradova est une joueuse de tennis ouzbèke, née le 23 juin 1984 à Tachkent (alors en URSS, aujourd'hui en Ouzbékistan). Elle a commencé sa carrière professionnelle en 2000.
Elle a remporté deux titres sur le circuit WTA, en double dames, dont le tournoi d'Eastbourne en 2009.

## Biographie
Née en Ouzbékistan pendant la période soviétique, Akgul Amanmuradova commence le tennis après l'indépendance de son pays, avant l'âge de 10 ans, et bénéficie, durant son adolescence, à la fois d'un fonds de l'ITF (le East Asia Grand Slam Development Fund) et d'un fond ouzbek (Tashkent State Fund). Elle joue son premier match professionnel en 2000, durant les qualifications du tournoi de Tachkent. Les quatre années suivantes, elle bénéficie d'une invitation pour intégrer directement le tableau final du tournoi organisé par son pays mais elle ne passe jamais le 1er tour. Durant ces années, elle gagne ses premiers titres sur le circuit ITF, d'abord en double en 2002 puis en simple à partir de 2003.
En 2005, elle franchit pour la première fois un tour dans un tableau final de tournoi WTA, à Pattaya City, en battant l'Italienne Antonella Serra Zanetti, puis elle bénéficie pour la cinquième fois d'une wild card pour l'Open de Tachkent et réussit l'exploit d'atteindre la finale. Elle perd la finale en 3 sets face à la Néerlandaise Michaëlla Krajicek. L'année suivante, elle participe à son premier tournoi du Grand Chelem, l'Open d'Australie, où elle passe un tour, mais elle ne passe pas un seul tour en tournoi WTA durant le reste de cette année, chutant ainsi au classement WTA, au-delà de la 200e place.
Elle intègre le top 100 du classement WTA pour la première fois le 20 août 2007, année durant laquelle elle atteint notamment les demi-finales à Cincinnati, un quart de finale à Tachkent et le deuxième tour de Roland-Garros. En 2008, elle atteint deux demi-finales à Pattaya et à Istanbul et atteint pour la première fois le top 50 du classement WTA le 26 mai 2008. C'est aussi cette année-là qu'elle participe pour la première fois aux 4 tournois du Grand Chelem ainsi qu'aux Jeux olympiques à Pékin (où elle est la seule à représenter son pays dans son sport), ne dépassant toutefois jamais le deuxième tour dans ces compétitions importantes. Elle termine l'année à la 81e place mondiale.
En 2010, à l'Open de Cincinnati, Akgul Amanmuradova fait sensation en éliminant la Serbe Jelena Janković, no 2 mondiale, tête de série no 1 et tenante du titre, en huitièmes de finale du tournoi (7-63, 6-4).
Elle qualifie son jeu de jambes de faiblesse à cause de sa grande taille.

## Palmarès

### Titre en simple dames
Aucun

### Finales en simple dames
| No | Date       | Nom et lieu du tournoi  | Catégorie | Dotation  | Surface    | Vainqueure         | Score         |          |
| -- | ---------- | ----------------------- | --------- | --------- | ---------- | ------------------ | ------------- | -------- |
| 1  | 03-10-2005 | Tashkent Open, Tachkent | Tier IV   | 140 000 $ | Dur (ext.) | Michaëlla Krajicek | 6-0, 4-6, 6-3 | Parcours |
| 2  | 21-09-2009 | Tashkent Open, Tachkent | Intern'l  | 220 000 $ | Dur (ext.) | Shahar Peer        | 6-3, 6-4      | Parcours |

### Titres en double dames
| No | Date       | Nom et lieu du tournoi                  | Catégorie | Dotation  | Surface      | Partenaire       | Finalistes                         | Score            |          |
| -- | ---------- | --------------------------------------- | --------- | --------- | ------------ | ---------------- | ---------------------------------- | ---------------- | -------- |
| 1  | 15-06-2009 | AEGON International Eastbourne          | Premier   | 600 000 $ | Gazon (ext.) | Ai Sugiyama      | Samantha Stosur Rennae Stubbs      | 6-4, 6-3         | Parcours |
| 2  | 16-05-2011 | Internationaux de Strasbourg Strasbourg | Intern'l  | 220 000 $ | Terre (ext.) | Chuang Chia-Jung | Natalie Grandin Vladimíra Uhlířová | 6-4, 5-7, [10-2] | Parcours |

### Finales en double dames
| No | Date       | Nom et lieu du tournoi | Catégorie | Dotation  | Surface    | Vainqueures                       | Partenaire       | Score            |          |
| -- | ---------- | ---------------------- | --------- | --------- | ---------- | --------------------------------- | ---------------- | ---------------- | -------- |
| 1  | 17-09-2012 | KDB Korea Open Séoul   | Intern'l  | 500 000 $ | Dur (ext.) | Raquel Kops-Jones Abigail Spears  | Vania King       | 2-6, 6-2, [10-8] | Parcours |
| 2  | 28-01-2013 | PTT Open Pattaya       | Intern'l  | 235 000 $ | Dur (ext.) | Kimiko Date-Krumm Casey Dellacqua | Alexandra Panova | 6-3, 6-2         | Parcours |

## Parcours en Grand Chelem

### En simple dames
| Année | Open d'Australie                                      | Open d'Australie                                     | Internationaux de France                            | Internationaux de France                            | Wimbledon                                            | Wimbledon                                            | US Open                                          | US Open             |
| ----- | ----------------------------------------------------- | ---------------------------------------------------- | --------------------------------------------------- | --------------------------------------------------- | ---------------------------------------------------- | ---------------------------------------------------- | ------------------------------------------------ | ------------------- |
| 2005  | -                                                     | -                                                    | -                                                   | -                                                   | -                                                    | -                                                    | Q1 \|\| style="text-align:left" \| Rita Kuti-Kis |                     |
| 2006  | 2e tour (1/32)                                        | Daniela Hantuchová                                   | Q1 \|\| style="text-align:left" \| Kristina Barrois | Q2 \|\| style="text-align:left" \| Vasilisa Bardina | Q1 \|\| style="text-align:left" \| Angelika Bachmann |                                                      |                                                  |                     |
| 2007  | Q1 \|\| style="text-align:left" \| Tatiana Perebiynis | 2e tour (1/32)                                       | Nicole Vaidišová                                    | Q3 \|\| style="text-align:left" \| Ágnes Szávay     | Q1 \|\| style="text-align:left" \| Vanessa Henke     |                                                      |                                                  |                     |
| 2008  | 1er tour (1/64)                                       | Victoria Azarenka                                    | 2e tour (1/32)                                      | Aleksandra Wozniak                                  | 1er tour (1/64)                                      | Pauline Parmentier                                   | 1er tour (1/64)                                  | Elena Dementieva    |
| 2009  | 2e tour (1/32)                                        | M. J. Martínez                                       | 2e tour (1/32)                                      | Olga Govortsova                                     | 1er tour (1/64)                                      | Pauline Parmentier                                   | Q1 \|\| style="text-align:left" \| Olga Savchuk  |                     |
| 2010  | 1er tour (1/64)                                       | Kristina Barrois                                     | 3e tour (1/16)                                      | Chanelle Scheepers                                  | 1er tour (1/64)                                      | Svetlana Kuznetsova                                  | 2e tour (1/32)                                   | Kaia Kanepi         |
| 2011  | 1er tour (1/64)                                       | Kristina Barrois                                     | 1er tour (1/64)                                     | Sabine Lisicki                                      | 1er tour (1/64)                                      | Venus Williams                                       | 3e tour (1/16)                                   | Svetlana Kuznetsova |
| 2012  | Q1 \|\| style="text-align:left" \| Mădălina Gojnea    | Q2 \|\| style="text-align:left" \| Alexa Glatch      | 1er tour (1/64)                                     | Petra Kvitová                                       | 1er tour (1/64)                                      | Tatjana Malek                                        |                                                  |                     |
| 2013  | 2e tour (1/32)                                        | Roberta Vinci                                        | Q1 \|\| style="text-align:left" \| Maria Sanchez    | -                                                   | -                                                    | -                                                    | -                                                |                     |
| 2014  | Q1 \|\| style="text-align:left" \| Shelby Rogers      | -                                                    | -                                                   | -                                                   | -                                                    | Q1 \|\| style="text-align:left" \| Dinah Pfizenmaier |                                                  |                     |
| 2015  | Q2 \|\| style="text-align:left" \| Anna Tatishvili    | Q1 \|\| style="text-align:left" \| Dinah Pfizenmaier | Q1 \|\| style="text-align:left" \| Melanie Oudin    | -                                                   | -                                                    |                                                      |                                                  |                     |

À droite du résultat, l’ultime adversaire.

### En double dames
| Année | Open d'Australie              | Open d'Australie             | Internationaux de France      | Internationaux de France | Wimbledon                     | Wimbledon                    | US Open                       | US Open                     |
| ----- | ----------------------------- | ---------------------------- | ----------------------------- | ------------------------ | ----------------------------- | ---------------------------- | ----------------------------- | --------------------------- |
| 2008  | -                             | -                            | 1er tour (1/32) Jasmin Wöhr   | Lisa Raymond S. Stosur   | 3e tour (1/8) Darya Kustova   | B. Mattek Sania Mirza        | 1er tour (1/32) Darya Kustova | A. Bondarenko K. Bondarenko |
| 2009  | 2e tour (1/16) T. Pironkova   | N. Llagostera M. J. Martínez | 1er tour (1/32) Kudryavtseva  | L. Domínguez Sara Errani | 1er tour (1/32) Julie Coin    | N. Llagostera M. J. Martínez | 1er tour (1/32) Darya Kustova | Klaudia Jans A. Rosolska    |
| 2010  | 1er tour (1/32) T. Tanasugarn | Raluca Olaru Olga Savchuk    | 1er tour (1/32) G. Voskoboeva | Chan Yung-Jan Zheng Jie  | 3e tour (1/8) K. Barrois      | Julia Görges Ágnes Szávay    | 1er tour (1/32) K. Barrois    | I. Benešová B. Strýcová     |
| 2011  | 1er tour (1/32) Darya Kustova | S. Arvidsson J. Larsson      | 1er tour (1/32) Darya Kustova | Julia Görges A. Petkovic | 1er tour (1/32) A. Panova     | Peng Shuai Zheng Jie         | 2e tour (1/16) A. Panova      | Liezel Huber Lisa Raymond   |
| 2012  | 1er tour (1/32) M. Koryttseva | I. Benešová B. Strýcová      | 2e tour (1/16) K. Bondarenko  | M. Kirilenko N. Petrova  | 1er tour (1/32) K. Bondarenko | K. Barrois V. Diatchenko     | 1er tour (1/32) M. Niculescu  | M. Keys J. Pegula           |
| 2013  | 1er tour (1/32) S. Foretz     | E. Makarova E. Vesnina       | -                             | -                        | -                             | -                            | -                             | -                           |

Sous le résultat, la partenaire ; à droite, l’ultime équipe adverse.

### En double mixte
| Année | Open d'Australie           | Open d'Australie        | Internationaux de France       | Internationaux de France | Wimbledon | Wimbledon | US Open                       | US Open                   |
| ----- | -------------------------- | ----------------------- | ------------------------------ | ------------------------ | --------- | --------- | ----------------------------- | ------------------------- |
| 2009  | -                          | -                       | -                              | -                        | -         | -         | 1er tour (1/16) Ashley Fisher | Sania Mirza Daniel Nestor |
| 2010  | 2e tour (1/8) Rik De Voest | Cara Black Leander Paes | 2e tour (1/8) A.-U.-H. Qureshi | Vania King C. Kas        | -         | -         | -                             | -                         |

Sous le résultat, le partenaire ; à droite, l’ultime équipe adverse.

## Parcours en «Premier Mandatory» et «Premier 5»
Les tournois WTA « Premier Mandatory » et « Premier 5 » (entre 2009 et 2020) et WTA 1000 (à partir de 2021) constituent les catégories d'épreuves les plus prestigieuses, après les quatre levées du Grand Chelem. 

De 2009 à 2023, les tournois Premier Mandatory (dits tournois WTA 1000 obligatoires entre 2021 et 2023) regroupent Indian Wells, Miami, Madrid et Pékin, les autres constituant les tournois Premier 5 (tournois WTA 1000 non-obligatoires). À partir de 2024, le nombre de tournois WTA 1000 passe à 10 par saison (fin de l’alternance Doha/Dubaï), ces derniers devenant tous obligatoires et offrant tous 1000 points à la vainqueur (contre 900 points précédemment pour les tournois Premier 5).

### En simple dames
| Année |       |              |                          |                              |      |                              |                             |       |                              |       |  |  |
|       | Doha  | Indian Wells | Miami                    | Madrid                       | Rome | Canada                       | Cincinnati                  | Pékin | Tokyo                        | Tokyo |  |  |
|       | Dubaï | Indian Wells | Miami                    | Madrid                       | Rome | Canada                       | Cincinnati                  | Pékin | Tokyo                        | Tokyo |  |  |
|       |       | Indian Wells | Miami                    | Madrid                       | Rome | Canada                       | Cincinnati                  | Pékin | Tokyo                        | Tokyo |  |  |
| 2009  |       |              |                          |                              |      | 1er tour (1/32) L. Domínguez |                             |       |                              |       |  |  |
| 2010  |       |              |                          | 1er tour (1/64) T. Pironkova |      | 1er tour (1/32) Kleybanova   | 1er tour (1/32) F. Pennetta |       | 1/4 de finale A. Ivanović    |       |  |  |
| 2011  |       |              | 1er tour (1/32) S. Mirza | 1er tour (1/64) C. McHale    |      |                              |                             |       |                              |       |  |  |
| 2012  |       |              |                          |                              |      |                              |                             |       | 1er tour (1/32) D. Cibulková |       |  |  |

Sous le résultat, l’ultime adversaire.
1. 1 2   Les tournois de Doha et Dubaï alternent le statut de tournoi WTA 1000 (ex Premier 5) entre 2009 et 2023 : les trois premières éditions ont lieu à Dubaï, les trois suivantes à Doha, puis Dubaï accueille le tournoi de cette catégorie les années impaires et Dubaï les années paires. De 2011 à 2023, la ville qui n’accueille pas de WTA 1000 organise à la place un tournoi WTA 500 (ex Premier).
2. 1 2 3 4 5 6   L’ordre de déroulement des tournois a évolué depuis 2009 : Rome se dispute avant Madrid et Cincinnati avant Montréal/Toronto jusqu’en 2010, tandis que Tokyo/Wuhan/Guadalajara ont lieu avant Pékin jusqu’en 2023.

### En double dames
N.B. : le nom de la partenaire se trouve sous le résultat ; le nom des ultimes adversaires se trouve à droite.

## Parcours aux Jeux olympiques

### En simple dames
| # | Date       | Nom de l'olympiade         | Surface    | Résultat        | Ultime adversaire   | Score    |          |
| - | ---------- | -------------------------- | ---------- | --------------- | ------------------- | -------- | -------- |
| 1 | 11/08/2008 | Olympic Tennis Event Pékin | Dur (ext.) | 1er tour (1/32) | Francesca Schiavone | 6-4, 6-2 | Parcours |

## Parcours en Fed Cup
| #                                                                    | Date       | Lieu       | Surface      | Gagnante(s)          | Perdante(s)        | Score     |          |
|                                                                      |            |            |              |                      |                    |           |          |
| 2008 - Barrage (groupe mondial II) - Slovaquie - Ouzbékistan - 5 : 0 |            |            |              |                      |                    |           |          |
| 1                                                                    | 26/04/2008 | Bratislava | Terre (int.) | Magdaléna Rybáriková | Akgul Amanmuradova | 7-64, 6-2 | Parcours |
| 1                                                                    | 26/04/2008 | Bratislava | Terre (int.) | Dominika Cibulková   | Akgul Amanmuradova | 7-69, 6-4 | Parcours |

## Classements WTA en fin de saison
| Année          | 2002 | 2003 | 2004 | 2005 | 2006 | 2007 | 2008 | 2009 | 2010 | 2011 | 2012 | 2013 | 2014 | 2015 | 2016 | 2017 | 2018 | 2019 | 2020 | 2021 | 2022 |
| Rang en simple | 816  | 405  | 359  | 192  | 227  | 95   | 81   | 85   | 69   | 115  | 194  | 207  | 244  | 297  | 403  | 347  | 708  | 474  | 416  | 566  | 1110 |
| Rang en double | –    | 387  | 301  | 179  | 128  | 122  | 78   | 38   | 70   | 84   | 88   | 167  | 194  | 486  | 278  | 325  | 198  | 203  | 236  | 299  | 575  |

Source : (en) Classements de Akgul Amanmuradova sur le site officiel de la Fédération internationale de tennis